# Les Flingueuses (film)
Pour les articles homonymes, voir Les Flingueuses.
« Un duo d'enfer » redirige ici. Pour la série télévisée, voir Duo d'enfer.
Pour plus de détails, voir Fiche technique et Distribution.
Les Flingueuses ou Un duo d'enfer au Québec (The Heat) est une comédie américaine réalisée par Paul Feig, sortie en 2013.

## Synopsis
Sarah Ashburn, agent spécial du FBI rigoureuse mais réputée arrogante, et Shannon Mullins, simple agent de police de Boston violente et imposante, sont obligées d'enquêter ensemble sur une affaire de drogue. Une cohabitation qui s’avère difficile. Leur objectif est d'arrêter Larkin, le chef d'un trafic de drogue.
Le dealer Rojas est d'abord arrêté. Il les met sur la voie de Tatiana, sa fournisseuse. Entrées chez Tatiana pour l'interroger, Shannon fait diversion pour que Sarah dérobe un mégot de cigarette suspect. L'analyse du mégot donne le nom de Hank Lesoir qui fréquente souvent une boite de nuit : le club Ekko. Elles profitent de l'ambiance de la boite de nuit pour placer un mouchard sur son téléphone. Lorsqu'elles repartent, un van les prend en filature. Elles essayent de le semer, mais échouent. Les passagers du van s'avèrent finalement des agents de la DEA, l'agence de lutte contre la drogue des États-Unis. Les deux agents — Craig et son subordonné Adam  — s'occupent déjà de surveiller Hank depuis un moment et refusent l'intervention de Mullins et d'Ashburn dans leur enquête. Dans le van de la DEA, les deux agentes voient, sur les vidéos prises près du club, Jason, le frère de Shannon qu'elle avait envoyé en prison.
Les deux agentes vont donc voir la famille de Shannon, qui lui avait tourné le dos car elle avait envoyé son frère Jason en prison pour des affaires de drogue. Shannon réussit à obtenir de son frère des tuyaux pour son enquête.
La suite de l'enquête les mène dans un entrepôt où elles assistent au meurtre d'un homme ligoté. Elles arrêtent alors Julian, un homme de main de Larkin. Julian parvient à s'évader un peu plus tard, ce qui laisse penser qu'une taupe travaille parmi les forces de l'ordre. Elles continuent l'enquête de terrain, et finissent par trouver un entrepôt utilisé par Larkin. Elles interviennent mais se font capturer et se retrouvent attachées. Les deux agents de la DEA qui les suivaient viennent les libérer, mais avant d'enlever les liens, Adam tire dans la tête de son supérieur : en réalité, il n'est autre que Larkin, et a cédé à la criminalité par l'appât du gain. Mullins lui ayant appris par inadvertance qu'un témoin qu'il pensait mort est en fait plongé dans le coma, il part pour l'hôpital. Sarah et Shannon arrivent à se libérer, et se rendent aussi à l'hôpital. Sarah tire sur Larkin juste avant qu'il puisse tuer le témoin.
Pour leur efficacité pendant l'enquête, Ashburn obtient une promotion et s'installe à Boston, tandis que Mullins est décorée et voit sa famille assister à la cérémonie.

## Fiche technique
- Titre original : The Heat
- Titre français : Les Flingueuses
- Titre québécois : Un duo d'enfer
- Réalisation : Paul Feig
- Scénario : Katie Dippold
- Décors : Krya Friedman
- Costumes : Catherine Marie Thomas
- Photographie : Robert D. Yeoman
- Montage : Jay Deuby
- Musique : Mike Andrews
- Production : Peter Chernin et Jenno Topping (en)
- Sociétés de production : Chernin Entertainment et Dune Entertainment
- Sociétés de distribution : 20th Century Fox (États-Unis), Twentieth Century Fox France (France)
- Pays d’origine :  États-Unis
- Langue originale : anglais
- Format : couleur — son Dolby
- Genre : comédie
- Durée : 117 minutes
- Dates de sortie :
  - États-Unis : 28 juin 2013[1]
  - Belgique : 10 juillet 2013
  - France : 21 août 2013

## Distribution
- Sandra Bullock (VF : Françoise Cadol ; VQ : Hélène Mondoux) : Sarah Ashburn, l'agent du FBI[2]

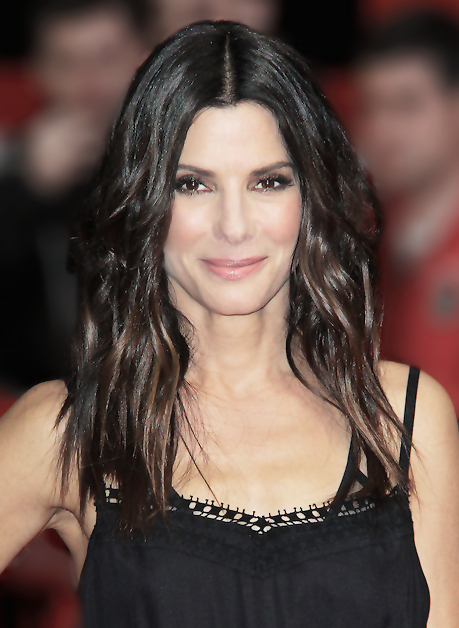
Sandra Bullock, à la première londonienne du film, en 2013.

- Melissa McCarthy (VF : Véronique Alycia ; VQ : Natalie Hamel-Roy) : la détective Shannon Mullins, la policière de Boston[2]
- Demián Bichir (VF : Julien Kramer ; VQ : Pierre Auger) : Hale, le supérieur de Sarah
- Dan Bakkedahl (VF : Dominique Collignon-Maurin ; VQ : Frédéric Desager) : Craig, l'agent albinos du DEA
- Marlon Wayans (VF : Jean-Baptiste Anoumon ; VQ : Frédérik Zacharek) : Levy, le policier de Boston
- Michael Rapaport (VF : Ludovic Baugin ; VQ : Antoine Durand) : Jason Mullins, le frère de Shannon emprisonné
- Spoken Reasons (VF : Diouc Koma ; VQ : Kevin Houle) : Rojas, le dealer
- Michael McDonald (en) (VF : Edgar Givry ; VQ : François Trudel) : Julian, l'homme de main de Larkin
- Tony Hale (VF : Nessym Guetat ; VQ : Frédéric Paquet) : John
- Adam Ray (VF : Jérémie Covillault ; VQ : Pierre-Étienne Rouillard) : Hank LeSoire
- Thomas F. Wilson (VF : Patrick Béthune) : le capitaine Woods
- Taran Killam (VF : Emmanuel Garijo ; VQ : Alexis Lefebvre) : Adam, agent de la DEA
- Nathan Corddry (VF : Franck Lorrain ; VQ : Claude Gagnon) : Michael Mullins, un des trois frères de Shannon
- Bill Burr (VF : Vincent Ropion ; VQ : Alexandre Fortin) : Boris Vulsvich
- Jessica Chaffin (en) (VF : Odile Schmitt ; VQ : Annie Girard) : Gina
- Steve Bannos : Wayne
- Patty Ross (VF : Cathy Cerdà) : la femme ivre
- Kaitlin Olson (VF : Alexia Lunel) : Tatiana
- Jamie Denbo (VF : Armelle Gallaud ; VQ : Isabelle Leyrolles) : Beth
- Ben Falcone : un amant de Shannon
- Direction artistique : Nathalie Régnier

Sources et légendes : version française (VF) sur AlloDoublage ; version québécoise (VQ) sur Doublage.qc.ca

## Distinctions

### Récompenses
- Women Film Critics Circle Awards 2013 : Meilleure actrice de comédie pour Melissa McCarthy
- People's Choice Awards 2014 : Film comique préféré

### Nominations
- Critics' Choice Movie Awards 2014 :
  - Meilleure comédie
  - Meilleure actrice dans une comédie pour Sandra Bullock et Melissa McCarthy